# Bioética del Trabajo
Bioética del trabajo es una concepción aplicada de la Tecnociencia, las Políticas Públicas, el cuidado del medio ambiente para la creación de condiciones que generen un entorno laboral adecuado y un enfoque digno del trabajo. La Bioética del trabajo aparece para encontrarle sentido y significado a la existencia del ser humano y la razón de ser de su trabajo.
La salud de los trabajadores constituye un indicador en la calidad de vida generada por el proceso productivo y la organización social que genera.  
La bioética del trabajo incluye la aplicación práctica de aportes brindados por científicos y profesionales como  Fritz Jahr, Van Rensselaer Potter, Alfono Llano Escobar.

## Historia
La bioética surgió en 1927 por Fritz Jahr como una nueva forma de hacer ética en sociedad. A raíz de la Revolución Francesa se generó diferentes formas de trabajo y con ella la aparición las democracias representativas. El concepto de Bioética del trabajo se ha utilizado desde comienzos del siglo XXI integrando elementos como nuevas legislaciones, descubrimientos científicos, protección del empleado y prácticas de calidad para cuidar la naturaleza. La Organización

## Bioética y Trabajo
El trabajo, es ante todo, un proceso entre el hombre y la naturaleza, durante el cual el hombre, mediante su propia actividad, mediatiza, regula y controla, el intercambio de sustancias entre él y la naturaleza. . Al actuar sobre la naturaleza exterior, el hombre modifica la naturaleza a la vez que se modifica así mismo. Al modificar la naturaleza el hombre realiza su fin consciente, adapta los objetos de la naturaleza a sus necesidades.
El proceso del trabajo incluye tres momentos: 1) la actividad del hombre dirigida a un fin, es decir, el trabajo mismo. 2) el objeto del trabajo; y 3) los instrumentos de producción con que el hombre actúa sobre el objeto dado. El trabajo constituye la condición primera y fundamental de la existencia humana, el trabajo, en su proceso de socialización,  ha creado al propio hombre. El trabajo es considerado a la vez como un deber moral, una obligación social y como la vía hacia al éxito personal.

## Enfoques
Hacia el trabajo: Realza la confianza entre trabajadores y  empleadores, con énfasis en la conversación y el diálogo abierto, para un juego limpio, sin prevenciones, con honestidad, coherencia, lealtad  y empatía,  de esta forma  los actores del mundo del trabajo  pasan  de una ética del mandato y obediencia  a  una ética  de la responsabilidad y libertad.
Con el trabajo: Integra la ética del trabajo haciendo obligatorio unos mínimos de la ética civil para  un saber hacer, incluyendo  las consideraciones relacionadas con la dignidad de la vida que emergen con la vida misma, es la sustentabilidad humana que se va transformando, a partir  de  la convergencias tecnológicas  de las ciencias cognitivas, la nanotecnología, la robótica, infoelectrónica  y la genética. La bioética  aporta  métodos  prospectivos, sistemáticos  y globales  para  analizar los cambios vertiginosos  originados por la tecno ciencia y así  evitar que el trabajo se deshumanice.
Para el trabajo: Unifica las relaciones industriales y laborales en torno al respeto a la vida predominando las consideraciones ambientales humanas y no humanas, en toda labor o intervención  transformadora del entorno y su impacto en el planeta, que  señale la discriminación y el racismo en el trabajo, así como las consecuencias del trabajo infantil y adolescente en sus peores formas tales como la explotación sexual y el servicio doméstico; que denuncie las desigualdades e injusticias   y los vacíos éticos en el mercado de trabajo (En la demanda: abuso de la posición dominante  de las empresas; En la oferta: fragilidad de la población vulnerable- jóvenes recién egresados, mujeres, adultos mayores -  En la intermediación : el papel del  estado como árbitro  que no  equilibra  las injusticias laborales).

## Aplicaciones Prácticas
- Prevención de la Explotación Sexual Comercial en adolescentes y niños, trabajo decente[5]
- Prevención en Riesgos Laborales[6]
- Biotecnología